# Busqueta de Sykes
La busqueta de Sykes (Iduna rama) és una espècie d'ocell de la família dels acrocefàlids (Acrocephalidae) que habita zones arbustives a prop de l'aigua del sud i est de l'Iran, Afganistan, i des de la mar Càspia fins a l'Himàlaia. Passa l'hivern a l'Índia i Sri Lanka.